# 張勳復辟
張勳復辟:121（1917年7月1日－1917年7月12日），是指張勳與其舊長官宗社党黨人铁良等清朝遗老一手策划，率領定武軍於民國六年（1917年）7月1日擁護時年12歲的逊位皇帝溥儀在北京復辟的政變，張勳所部的定武軍，人稱辮軍，因發生在丁巳年，故又稱丁巳復辟，前後歷時仅十二天，被段祺瑞討伐而失敗，張勳流亡天津。因该复辟政权所控制的范围仅有北京城，且仅有十幾天的時間，因此一般仅将其作为中華民國史中北洋军阀混战的一部分看待，而不計入清朝歷史。

## 序幕
1917年5月，中華民國大總統黎元洪（大總統府方面）與国务总理段祺瑞（國務院）針對是否參加第一次世界大战問題發生府院之爭。段祺瑞在日本的支持下主张宣战，而国会多数议员反对宣战。黎元洪倾向于国会。總統府內務總長孫洪伊為黎元洪信任，國務院秘書長徐樹錚則為段祺瑞之門人，二人各為其主，遇事衝突，造成府、院之爭:8。1917年5月10日，有「請願者」包圍國會:289，打傷議員。11日，司法總長張耀曾、農商總長谷鍾秀、海軍總長程壁光辭職，內閣只剩下教育總長范源濂及段祺瑞兩人（外交總長伍廷芳早已請辭，財政總長陳錦濤、交通總長許世英二人因受賄案被捕），段祺瑞仍舊催迫國會通過對德國宣戰案。國會議員因被打受辱事大感憤怒，19日，議員們通過延擱宣戰議案，要求改組內閣，同日督軍團向總統黎元洪及國務院要求解散國會。政局混亂，段祺瑞萌生退意，督軍團極力勸止。23日，段祺瑞與黎元洪在總統府討論改組內閣，黎元洪問能否取得國會通過，段祺瑞支吾以對，段祺瑞離開總統府不久，黎元洪即免去段祺瑞總理職務。段祺瑞離京赴天津，聲明該總統命令没有總理的副署，依法无效。自5月29日始，北洋系各省督軍紛紛宣佈獨立（史稱“督軍團叛變”），北京孤懸一隅，此時惟有副總統馮國璋或張勳有力量解決危機。
6月1日，黎元洪電令張勳入京調停。8日，張勳率兵數千抵達天津，以解散國會、另定憲法為條件，強迫黎元洪接纳，但代理總理伍廷芳堅拒副署解散國會命令，毅然辞職。12日晚，黎元洪只得任命江朝宗為代理國務總理，副署解散命令。14日，張勳入北京，16日，觐见宣统帝。19日，各獨立督軍答應張勳要求取消獨立。

## 經過
民國六年6月30日（宣統九年五月十二日），张勳與陳寶琛等召開“御前會議”，密謀復辟。當天深夜，派兵佔據火車站、郵局等要地，並派梁鼎芬勸黎元洪“奉還大政”。復辟的骨幹分子是陸軍總長王士珍、步軍統領（俗作九門提督）江朝宗、警察總監吳炳湘、陸軍第十二師師長陈光远、陸軍第十三師師長李進才，及康有為、劉廷琛、沈曾植、劳乃宣等。
孫中山在廣州呼籲國會議員南下，命令各省革命黨人出師討逆，發動護法運動。

### 7月1日
清早张勋同康有為等三百馀人穿上清代的冠服，擁溥儀出御太和殿登基，张勋以宣统帝名义发布上谕，假称黎元洪、馮国璋、陸荣廷、瞿鸿禨等人奏请复辟，所以「于宣统九年五月十三日临朝听政，收回大权」，又列举九条施政大纲：
1. 钦遵德宗景皇帝谕旨，大权统于朝廷，庶政公诸舆论，定为「大清帝国」，善法列国君主立宪政体。
2. 皇室经费仍照所定每年四百万元数目，按年拨用，不得丝毫增加。
3. 懔遵本朝祖制，亲贵不得干预政事。
4. 实行融化满汉畛域，所有以前满蒙官缺，已经裁撤者，概不复设。至通婚易俗等事，并着有司条议具奏。
5. 自宣统九年五月本日以前，凡与东、西洋各国正式签订条约及已付债款合同，一律继续有效。
6. 民国所行印花税一项，应即废止，以纾民困。其余苛细杂捐，并著各省督抚查明，奏请分别裁撤。
7. 民国刑律不适国情，应即废除，暂以「宣统初年颁定现行刑律」为准。
8. 禁除党派恶习，其从前政治罪犯，概予赦免。倘有自弃于民而扰乱治安者，朕不敢赦。
9. 凡我臣民，无论已否剪髮，应遵照宣统三年九月谕旨，悉听其便。

世称“九章约法”，是复辟后大清帝国的法律文件。
并發布多道上諭：
- 封黎元洪為一等公；[13]

- 授張勳、王士珍、陳寶琛、梁敦彥、劉廷琛、袁大化、张镇芳為內閣議政大臣；萬繩栻、胡嗣瑗為內閣閣丞。
- 改民國六年為宣統九年；
- 易五色旗為龍旗；
- 恢復宣統三年的官制，授梁敦彥為外務部尚書、张镇芳為度支部尚書、王士珍為參謀部大臣、雷震春為陸軍部尚書、朱家寶為民政部尚書；
- 授徐世昌、康有为為弼德院正副院長；
- 授張勳為政務總長兼議政大臣，直隸總督兼北洋大臣，留京辦事。馮國璋為兩江總督兼南洋大臣
- 授陸榮廷為兩廣總督；曹錕為直隶巡抚；齊耀琳為江蘇巡撫；倪嗣冲為安徽巡撫；張懷芝為山東巡撫；阎锡山為山西巡抚；趙倜為河南巡撫；李純為江西巡撫；杨善德為浙江巡抚；谭延闿為湖南巡抚；陈炳焜為廣東巡撫；谭浩明為廣西巡撫；王占元為湖北巡抚；李厚基為福建巡抚；唐繼堯為雲南巡撫；劉顯世為貴州巡撫；楊增新為新疆巡撫；張廣建為甘肅巡撫；張作霖為奉天巡抚；孟恩遠為吉林巡抚；許蘭州為署理黑龙江巡抚；劉存厚為四川巡撫；陳樹藩為陝西巡撫
- 授桂題為熱河都統；王丕煥署理綏遠都統；田中玉為察哈爾都統；王廷楨為江北提督；卢永祥為江南提督；张敬尧為長江水師提督。
- 錫封張勳為忠勇親王。

孫中山即發表《討逆宣言》：「此次討逆之戰，匪特為民國爭生存，且為全民族反抗武力之奮鬥！」

### 7月2日
是日晚上九時半，黎元洪突至日本使館區域內之武官齋藤少將官舍，尋求庇護。日使館認為係不得已之事，並為顧及國際道義，決定作相當之保護，即以使館區域內之營房暫充黎大總統居所。黎大總統在日使館時期內，絕對不許作政治活動。據7月6日出版的《政府公報》，段祺瑞於本日接任國務總理（這便是後來孫文發起護法運動的理由之一）。
- 授瞿鴻禨、升允等為大學士，馮國璋、陸榮廷為參預政務大臣
- 補授沈曾植為學部尚書、薩鎮冰為海軍部尚書、劳乃宣為法部尚書、李盛铎為農工商部尚書、詹天佑為郵傳部尚書（左侍郎陳毅暫代）、貢桑諾爾布為理藩部尚書
- 授張曾敭為都察院都察御史，胡思敬、溫肅副都察御史
- 授龍濟光廣東水師提督，吳光新湖南提督。
- 江朝宗授步軍統領，兼京師稅務監督，越日謝恩入見。

### 7月3日
馮国璋在南京通電全国，反对复辟。段祺瑞亦在马厂誓师，以“讨逆军”为名，征讨张勋。
- 豁免宣統九年前民間舊欠錢糧。
- 授陈光远為直隸提督，范國璋浙江提督，蔡成勳福建提督
- 授達壽為理藩部左侍郎，顧瑗為右侍郎
- 授李進才為陸軍部副都统，並派充京師軍警總執法處督辦。劉金標為陸軍第十三師師長，李得勝為陸軍步隊第二十五旅旅長。

### 7月4日
- 諭各省督撫，每省推舉三人來京，籌議憲法國會。
- 授徐世昌為太傅，張人駿、周馥為協辦大學士
- 授岑春煊、趙爾巽、陈夔龙、呂海寰、鄒嘉來、張英麟、鐵良、吳郁生、馮煦、朱祖謀、胡建樞、安維峻、王寶田為弼德院顧問大臣
- 授马安良為甘肅提督，馬福祥為固原提督
- 授陆锦為陸軍部左丞，劉恩源右丞，吳兆毅左參議，韓運章右參議。

### 7月5日
曹錕、李長泰、陳光遠率兵入京。
- 授方樞為內閣法制局局長，郭則澐為詮敘局局長，吳廷燮為統計局局長，吳笈孫為印鑄局局長，梁用弧為郵傳部左丞，勞之常右丞。
- 授熙彥為马兰镇總兵。

### 7月6日
馮國璋在南京就任代理總統。
- 諭徐世昌以太傅大學士輔政
- 张镇芳兼鹽務署督辦
- 梁敦彥暫行兼署郵傳部尚書，
- 派孫寶琦充督辦稅務大臣，蔡廷幹充幫辦稅務大臣，
- 嚴璩署理鹽務署署長，兼鹽務稽核所總辦。
- 授授張茂炯為中國銀行正監督，曹銳副監督。
- 授马兰镇總兵熙彥兼管內務大臣事務。

### 7月7日
- 補授吳籛孫為民政部左丞，张敬修民政部右丞。吴学廉為度支部左參議，宋名璋右參議。
- 五月十九日（7月7日），北洋參謀本部南苑航空学校派飛機向宮中投下三枚炸彈，宮中亂成一團，討逆軍于廊坊擊敗張勳軍。

### 7月8日
- 准張勳開去內閣議政大臣暨直隸總督北洋大臣各差缺。
- 准內閣議政大臣、度支部尚書张镇芳開缺，以左侍郎楊壽枏暫行代理。
- 准陸軍部尚書雷震春開缺，以陆锦暫行代理。
- 准度支部右侍郎黃承恩開缺。

### 7月11日
北京城已被包圍，外國公使團及王士珍等居中斡旋，勸張勳投降，全遭拒絕，討逆軍決定12日進攻入城。
- 授张作霖東三省總督

### 7月12日
討逆軍於早上四時半開始進攻，定武軍不敵，下午張勳在两名德国人的帮助下逃進荷兰使馆，轉至天津德租界。溥儀再度宣佈退位:11。
7月14日，段祺瑞入北京，重掌北京政府，黎元洪亦于同日發電拒復職，遷離日本使館。後來段祺瑞以「再造共和」功臣自命:11，拒絕恢復《中華民國臨時約法》和國會:121，導致孫文等發起護法運動。

## 幕后推手

### 蘇錫麟的證言
苏锡麟《我在复辟之役中的亲身经历》一文，收录在《文史资料选辑第41辑》，他对张勋复辟一案的证言，是这样的：
为了报复黎元洪，段祺瑞派人劝说张勋派兵入京，驱赶黎元洪。各省督军也派了许多人，来到张勋的驻防地徐州，包括段祺瑞的代表徐树铮、曾毓隽，冯国璋的代表胡嗣瑗，曹锟的代表，张作霖的代表等，会上一致推举张勋出兵入京，推翻黎元洪，拥戴冯国璋当大总统，并恢复段祺瑞总理之职。
会上，张勋的秘书长万绳栻提出条件：张勋可以出兵推翻黎元洪，但是要求扶持前清遜位皇帝溥仪复辟。起初，大家没有答应，僵持良久。后来，段祺瑞的心腹徐树铮、冯国璋的心腹胡嗣瑗等人商量：先假装答应张勋提出的拥戴溥仪复辟的条件，利用张勋入京，等张勋推翻了黎元洪之后，再另想办法解决张勋。
结果，各省督军代表在一张黄缎子上签名，同意张勋搞复辟。张勋不知是计，上当受骗了，他派兵入京，打倒了黎元洪，并风风火火地搞了一场复辟。
不料，段祺瑞突然在天津马厂誓师，征讨张勋。听到消息之后， 张勋恨恨地说：“他们推我出来搞复辟，原来是在耍我，我们不能孬了，拚了命也要跟他们幹到底，怕什么？到时候我们就把内情抖搂出来，难道是我一个人要复辟的吗？”
于是，张勋叫万绳栻马上把当时大家签了名的黄缎子拿出来，公之于世，让全国人民评评理。万绳栻说：黄缎子留在天津，我现在就去取。不料，万绳栻一去不回。原来，黄缎子早就被冯国璋的心腹胡嗣瑗用二十万銀元的价钱买走了。
紧急关头，王士珍派人找到苏锡麟，要求不要开火，希望牺牲张勋，以免北京人民遭受战火涂炭。苏锡麟说：“复辟，是各省督军签名同意的， 现在他们反悔，耍了张勋，是他们没有信用，现在张勋很危险，张勋是我的长官，我不能见死不救！你回去告诉王士珍，只要讨逆军不开枪，我也决不开枪。而如果张勋的人身安全受到保障，我就更不开枪！”
最终还是开火了。之后，荷兰使馆派车去救张勋，张勋不肯走，荷兰人把张勋强架着走，张勋情急时，还咬了荷兰人一口。
后来，京师警察厅厅长吴炳湘陪同苏锡麟去荷兰公使馆看张勋。苏锡麟问张勋：“打败仗了。部队怎么办？”张勋说：“你看着办吧。”于是，苏锡麟安排辫军剪掉辫子、换上服装，发放遣散费，解散回乡了。

### 葉恭綽的證言
叶恭绰是段祺瑞讨逆军总司令部的交通处长，他在《我参加讨伐张勋复辟之回忆》一文中，记述如下：1917 年5 月下旬，黎元洪下令免了段祺瑞总理的职务，安徽省长通电独立，继而冀、鲁、豫、秦、奉、浙、闽七省相继响应独立。相当多的政客聚集到徐州，当时相当多的军政人物对张勋说：赞成张勋搞复辟，张勋以为功业有成的机会到了，不料，螳螂捕蝉，黄雀在后。
叶恭绰的证言也旁证了各省督军和政客假装同意张勋复辟，欺骗玩弄张勋的事实。

### 曾毓雋的證言
曾毓隽，是段祺瑞的心腹。曾毓隽在《忆语随笔》一文中说：段祺瑞曾经说过：“张勋带兵入京打倒黎元洪，是上了我们的当了。”徐树铮也说过：“张勋是复辟脑袋，先让他幹，我们才有机会（打倒黎元洪、重返执政）。”显然，曾毓隽的证言，也旁证了张勋上当受骗的事实。

## “新十三太保”
张勋复辟失败未几，有人出书《复辟之黑幕》，内有一篇《又有所谓十三太保者》，如此写道——

复辟党健将不下百余人，其最重要人物则为：张勋、康有为、万绳栻、梁鼎芬、张镇芳、雷震春、刘廷琛、劳乃宣、夏同龢、辜鸿铭、钮传善、王乃澂、胡嗣瑗等十三人。...按洪宪帝制罪魁，则有十三太保，今宣统复辟罪魁，又有十三太保，事隔年余，何其适相吻合乃尔。一般滑稽家呼张等为新十三太保云。
值得注意的是，其中张镇芳、雷震春不仅参与洪宪帝制，还参与张勋复辟，当时就有人称他们是“双料帝制犯”。

### 引用
1. 1 2  孫中山. 葉匡政 , 编.  第1版. 北京: 人民日報出版社. 2011.
2. ↑  胡平生. . 臺大歷史學報. 1984-12, (10 & 11): 437–530.（繁體中文）
3. ↑  .   [2019-10-31]. 原始内容存档于2018-03-17.
4. ↑  袁大衛、陸迪河編著. . 香港: 現代教育研究社. 1993. ISBN 962-11-2592-8.
5. ↑  白吉爾（Marie-Claire Bergère）著、溫哈溢譯（第九章協力林添貴，人物小傳協力楊詩韻）. . 台北市: 時報出版. 2010-06-21. ISBN 978-957-13-5208-4.
6. ↑  . 新聞報 (上海). 1917-05-12. 十日上午，議院門首即聚多人……各持請願書名目，持傳單授議員，見呂復、郭同、鄒魯、褚輔成即打，傷十一人，幷守院門，許入不許出，又有代表六人見湯議長，謂不通過則打死議員，要議長負責。二時，開全院委員會，即改大會，各派皆憤極，咸謂地方秩序不能維持，總理責任何在！張伯烈議請段總理出席，段許先解散請願團，即來。至四時，范源濂到院，代表又與范、湯議條件。至六時，馬龍標、江朝宗、吳炳湘及檢察官三人到院，段仍未至，議員未能出
7. ↑   (PDF). 政府公報. 1917-06-02, (500號)  [2023-08-13]. （原始内容存档 (PDF)于2023-08-13）. 據安徽督軍張勳來電，瀝陳時局，情詞懇摯。本大總統德薄能淺，誠信未孚，致爲國家禦侮之官竟有藩鎭聯兵之禍，事與心左，慨歉交深；安徽督軍張勳功高望重，公誠愛國，盼卽迅速來京，共商國事，必能匡濟時艱，挽回大局
8. ↑  . 民國日報 (上海). 1917-06-12.
9. ↑   (PDF). 政府公報. 1917-06-13, (511號)  [2023-08-15]. （原始内容存档 (PDF)于2023-08-15）.
10. ↑  . 神州日報 (上海). 1917-06-19. 十六日早晨，時張大帥依前清故事，衣冠赴宮門請安……導入養心殿，謁見宣統
11. ↑  . 北京日報 (北京). 1917-06-21. 二十日，直隸、河南、陝西三省督軍暨安徽倪省長皆有覆電到京，聲明取消獨立，卽日撤兵
12. ↑  . 時事新報 (上海). 1917-07-03.
13. ↑  . 腾讯新闻. 2017-12-08  [2025-01-09]. （原始内容存档于2020-01-26）. 黎元洪奏稱：前因兵變被脅，盜竊大位，謬領國事，無濟時艱，並歷陳改建共和諸弊害，奏懇復臨大統以拯生靈，自請待罪有司等話。……覽奏情詞悱惻，出於至誠，從亂既非本懷，歸政尤明大義。厥功甚偉，深孚朕心，著錫封為一等公，以彰殊典，尚其欽承朕命，永荷天庥。
14. ↑  張磊; 張蘋. . 北京: 人民出版社. 2011: 113页.
15. ↑   (PDF). 政府公報. 1917-07-06, (529號)  [2023-08-19]. （原始内容存档 (PDF)于2023-08-19）.
16. ↑  . 民國日報 (上海). 1917-07-18. 月初外間所傳黎大總統特任段祺瑞爲國務總理命令一道，查是時黎大總統已被逆軍監視，失其自由，何能發布命令？况証以丁槐君之報告，則事實全非；按之約法之條文，則根據盡失。我國民若承認此非法僞造之總理，不啻將中華民國完全推翻……斷不能因張勳旣敗，遽漏吞舟，貽國大害
17. ↑  . 時事新報 (上海). 1917-07-05. 安徽督軍張勳奉令入京調停時局，忽以兵力圍護清宮，逼勒清帝，擅行復辟，自稱政務總長、議政大臣，又捏造大總統與陸巡閱使暨國璋勸進之僞奏，進退百僚，行同兒戲……是用誓掃妖氛，恭行天罰，刻日與師問罪，殄此元凶
18. ↑  . 時事新報 (上海). 1917-07-06. 啟超等於冬日晚隨段芝老馳入馬廠第八師，此間已於江日組織討逆軍司令部，推芝老爲總司令，同時宣布討逆檄文，想已達覽。現近畿軍隊編成進發者，已有三師以上，直魯豫奉諸督，一致進行，逆勛授首之期，當不在遠……梁啟超、湯化龍。支
19. ↑  . 時事新報 (上海). 1917-07-06. 茲經會議定妥，准由曹錕率領第三師全部由保定，長泰率領第八師所部之十五十六兩旅各官兵由馬廠，光遠亦率十二師所部之二十三旅旅長岳玉洲二十四旅旅長劉沛蘭等各官兵由南苑，均於微日晨整隊出發入京
20. ↑   (PDF). 政府公報. 1917-07-07, (529號)  [2023-08-19]. （原始内容存档 (PDF)于2023-08-19）.
21. ↑  . 北京日報 (北京). 1917-07-12.
22. ↑  . 北京日報 (北京). 1917-07-13.
23. 1 2  王爾敏校訂. 現代教育研究社編輯委員會 , 编. . 香港: 現代教育研究社. 1993. ISBN 962-11-2588-X.
24. ↑  . 北京日報 (北京). 1917-07-15.
25. ↑  . 道路流言，頗有於總統復職之說竊加揣擬者，驚駭何極，元洪引咎辭職，久有成言，皎日懸盟，長河表誓，此次因故去職，付託有人
26. ↑  . 元洪已於本日移居東廠胡同，擬卽赴津宅養疴，此次因故去職，負疚孔多，以後息影家園，不聞政治
27. ↑   (PDF).   [2025-01-30]. （原始内容存档 (PDF)于2025-01-31）.《近代稗海》第四辑，第267页。
28. ↑  .   [2025-01-30]. （原始内容存档于2015-04-03）.丁中江著；黄金书屋网站